# Volto Nascosto
Volto Nascosto (en español Rostro Escondido) es una historieta italiana de género histórico de la casa Sergio Bonelli Editore, creada por Gianfranco Manfredi.
La miniserie fue publicada en Italia desde octubre de 2007 a noviembre de 2008, por un total de 14 números.
La historia continúa en Shanghai Devil, otra miniserie de Manfredi editada en 2011.

## Argumento y personajes
La historia es ambientada al final del siglo XIX y se desarrolla entre Roma, Etiopía y la Eritrea italiana durante la primera guerra ítalo-etíope.
El protagonista, Volto Nascosto, es un misterioso y legendario guerrero llevando una máscara de plata, jefe de una banda de saqueadores procedentes de varias poblaciones africanas, que llega a ser la mano derecha de Taitu Betul, emperatriz consorte del Imperio etíope.
Otros personajes, ficticios o realmente existidos, son:
- Ugo Pastore: joven romano honesto y hábil con la pistola, que se desempeña como contable en un despacho de notarios;
- Enea Pastore: padre de Ugo y representante de la empresa «Caput Mundi»;
- Menelik II: emperador de Etiopía;
- Taitu Betul: emperatriz consorte;
- Vittorio De Cesari: aristócrata amigo de Ugo, teniente de la caballería italiana, aventurero y mujeriego;
- Matilde Sereni: chica romana de buena familia, que padece una enfermedad de los nervios, amada por Ugo pero enamorada de Vittorio sin ser correspondida;
- Conde Pietro Antonelli: explorador, diplomático realmente existido, en la historieta también es el tutor de Matilde;
- Sandra Terenzi: dama de compañía de Matilde, enamorada de Ugo;
- Sargento Franchi: veterano del asedio de Mekele;
- Teniente Moltedo: amigo toscano de Vittorio, también veterano de Mekele y experto en artillería, sobrevivirá a la batalla de Adua y será hecho prisionero por Volto Nascosto.[4][2][5][6]